# Gargina emessa
Gargina emessa is een vlinder uit de familie van de Lycaenidae. De wetenschappelijke naam van de soort werd als Thecla emessa in 1867 gepubliceerd door William Chapman Hewitson.

## Synoniemen
- Thecla legytha Hewitson, 1874
- Thecla watsoni Huntington, 1932
- Thecla trinitatis Lathy, 1936
- Strymon additionalis Le Crom & Johnson, 1997
- Asymbiopsis bulbis Johnson & Le Crom, 1997